# Hotchkiss H35
El Hotchkiss H35 o Char léger modèle 1935 H fue un tanque ligero desarrollado en Francia en el periodo de entreguerras.
A pesar de haber sido diseñado en 1933 como un tanque ligero de apoyo a la infantería algo lento pero bien protegido, inicialmente fue rechazado por la infantería francesa ya que demostró ser difícil de conducir al desplazarse a campo través, siendo en cambio adoptado por la caballería francesa en 1936. 
Desde 1938 se produjo una versión mejorada con un motor más potente, el Char léger modèle 1935 H modifié 39, que a partir de 1940 también fue mejorado con la instalación un cañón de 37 mm más largo y potente. Se proyectó producir al menos 4.000 unidades para hacer de esta variante mejorada, el tanque ligero estándar destinado a equipar las nuevas divisiones blindadas de infantería y caballería, pero debido a la derrota de Francia en junio de 1940, la producción de ambos subtipos se detuvo en 1.400 unidades. 
Durante el resto de la guerra Alemania y sus aliados usarían tanques Hotchkiss capturados en muchas modificaciones. Los alemanes los usaron con la designación PzKpfw.38H 735 (f).

## Desarrollo
En 1926 el Ejército francés decidió proveer de apoyo blindado a sus divisiones de infantería regular, creando batallones autónomos de tanques equipados con un ligero y barato tanque de infantería, un char d'accompagnement. Para este papel inicialmente se desarrolló el Char D1, cuyo tipo no demostró ser ni particularmente ligero ni barato. 
En 1933 la compañía Hotchkiss et Cie por iniciativa propia presentó un plan para producir un diseño más ligero, hecho posible por la aplicación de la nueva tecnología para producir secciones de acero fundido y construir un casco completo. El 30 de junio de 1933 esta propuesta fue aprobada por el Conseil Consultatif de l'Armement. El 2 de agosto de 1933 fueron emitidas las especificaciones: un peso de 6 toneladas y un blindaje de 30 mm de espesor alrededor de todo el tanque. Se ordenaron tres prototipos a Hotchkiss, pero también se invitó a todas las industrias francesas a presentar propuestas alternativas para un nouveau char léger. Renault consiguió adelantarse a Hotchkiss, siendo el primero en entregar su prototipo, que luego evolucionaría al Renault R35. 
El 18 de enero de 1935 el primer prototipo Hotchkiss, que estaba hecho de acero dúctil, fue presentado ante la Commission d'Expérience du Matériel Automobile (CEMA) en Vincennes. Era una tanqueta sin torreta, armada con una ametralladora. Fue probada hasta el 4 de marzo de 1935, cuando fue reemplazada por un segundo prototipo idéntico para probarlo hasta el 6 de mayo. Ambos tuvieron que ser rechazados, ya que el 21 de junio de 1934 se habían emitido nuevas especificaciones que incrementaban el espesor del blindaje a 40 mm. 
El 27 de junio de 1935 la comisión aprobó el modelo, pero con la premisa de que debían hacerse los cambios necesarios. El 19 de agosto, el tercer y último prototipo fue entregado, equipado con una torreta fundida APX y teniendo un casco rediseñado. Fue probado hasta el 20 de setiembre y posteriormente aceptado como Hotchkiss H35. La primera orden de 200 tanques se hizo el 6 de noviembre. Aunque debía estar lista entre julio de 1936 y julio de 1937, el primer vehículo de serie fue suministrdo el 12 de setiembre de 1936. Ya se habían hecho órdenes adicionales, una de 92 tanques el 7 de setiembre de 1936 y que debía estar lista en setiembre de 1938. A esta le siguió una tercera, de 108 tanques el 23 de enero de 1937 y que debía estar lista en setiembre de 1938. Estos vehículos tenían números de serie que iban desde 40000 al 40400. Para el 1 de enero de 1937, se habían producido 132 cascos. Hasta esa fecha, ninguno de ellos había sido equipado con una torreta.

## Rechazo por la infantería y adopción por la caballería
La primera serie de vehículos fue probada intensiva y extensivamente hasta el 4 de diciembre de 1936, lo que demostró que sus cualidades de manejo sobre terrenos accidentados eran inaceptablemente pobres. Era simplemente imposible virar de forma segura el vehículo sobre superficies irregulares, poniendo en extremo peligro a la infantería que estuviese cerca. Por lo tanto, la infantería decidió cancelar cualquier otro pedido. Finalmente, en 1937 solamente aceptó los últimos 100 tanques para equipar a 2 batallones con el nuevo modelo: el 13e Bataillon de Chars de Combat y el 38e Bataillon de Chars de Combat.
Por motivos políticos, era inaceptable cesar la producción del tanque. Los primeros 300 tanques de serie fueron ofrecidos a la caballería, cuya rama se vio forzada a aceptarlos, ya que de cualquier forma no tenían presupuesto para otro modelo. Como las unidades de caballería iban a hacer un mayor uso de la red de carreteras, sus problemas de manejo a campo través no serían tan notorios. Además el H35 era, con 28 km/h, algo más rápido que el Renault R35, el cual solo alcanzaba 20 km/h, aunque en la práctica su velocidad promedio era inferior a la del Renault, a causa de su caja de cambios de inferior calidad.

## Descripción

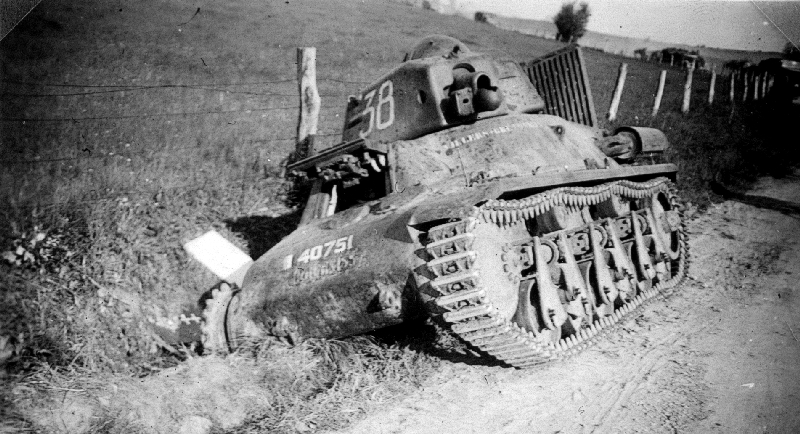
Un Hotchkiss H39 abandonado, 1940.

El Hotchkiss H35 era un vehículo pequeño. Tenía una longitud de 4,22 m, un ancho de 1,95 m y una altura de 2,13 m. Pesaba entre 10,6 y 11,37 t. Su casco estaba compuesto por seis secciones de blindaje fundido, empernadas: el cuarto de máquinas, el compartimiento de combate, el glacis, la parte posterior del casco y dos secciones longitudinales que formaban su fondo. El casco era impermeabilizado al adherir estas secciones con Aslic, un producto compuesto por alquitrán y cal. Las piezas fundidas permitían el uso de blindaje inclinado, evitando las áreas verticales para mejorar la probabilidad de rebote, aunque los niveles de protección no satisficieron a la infantería. El espesor máximo del blindaje no era el especificado de 40 mm, sino de 34 mm. Tuvo persistentes problemas de calidad, agravados por el hecho de que se emplearon varios subcontratistas: inicialmente el blindaje era demasiado blando; cuando se incrementó su dureza, se volvió quebradizo y lleno de burbujas de aire, creando así puntos débiles.
Tenía una tripulación de dos hombres. El conductor iba sentado en el lado derecho, detrás de una gran escotilla doble de acero fundido y junto a la caja de cambios combinada y unidad de viraje. Detrás de él se encontraba una escotilla circular de escape en el fondo del casco. Conducir este tanque era muy difícil. El Hotchkiss H35 no tenía el diferencial Cleveland ("Cletrac") de su contraparte Renault, por lo cual respondía de forma impredecible a los ajustes de dirección. Los frenos eran de poca ayuda: eran demasiado débiles, especialmente cuando se conducía cuesta abajo. La caja de cambios no era menos problemática: era difícil engranar la quinta marcha, por lo cual la velocidad máxima teórica de 27,8 km/h rara vez se alcanzaba. Tenía una marcha atrás. El inevitable manejo tosco del tanque por el conductor causaba mucho desgaste a sus piezas. Su fiabilidad mecánica era pobre.
La suspensión consistía en tres bogies a cada lado, formados por dos balancines dispuestos en "tijera" con resortes en su parte superior. Cada bogie llevada dos ruedas con llanta de caucho macizo. Los primeros diez vehículos de serie, que pueden ser considerados una preserie aparte, tenían bogies con lados curvados; en los vehículos posteriores, los bogies tienen lados rectos. Los bogies tienen un cierto parecido con los del R35, pero emplean resortes helicoidales horizontales en lugar de cilindros de caucho. La rueda impulsora estaba adelante, mientras que la rueda tensora - que controlaba automáticamente la tensión mediante un resorte - estaba detrás. Dos rodillos de retorno iban a cada lado del casco.
La parte posterior del casco formaba un cuarto de máquinas, separado del compartimiento de combate por un tabique cortafuegos. El tanque era propulsado por un motor de seis cilindros en línea de 3.485 cm³ y 78 CV, instalado en el lado izquierdo del cuarto de máquinas. Un depósito de combustible de 160 l en el lado derecho, combinado con un depósito de reserva de 20 l, le ofrecían una autonomía de 129 km u 8 horas sobre terreno variado. El motor era enfriado mediante una bomba centrífuga. Además, un ventilador hacía pasar aire a través del radiador y también se esperaba que enfriase el depósito de combustible. Podía cruzar una trinchera de 1,80 m de ancho y vadear un río de 85 cm de profundidad. Podría subir una cuesta de 75% sobre suelo compacto y de 55% sobre suelo blando. Su inclinación máxima era de 50%. Su distancia al suelo era de 37 cm.
La torreta APX-R era el mismo modelo estándar empleado en los tanques R35 y R40, hecha de acero fundido con un espesor de 40 mm y armada con el cañón de caña corta Puteaux SA 18 de 37 mm, que tenía una perforación máxima de blindaje de apenas 23 mm. La rotación de la torreta se hacía con una manivela. El comandante iba sentado sobre un sillín que colgaba de la torreta. El tanque transportaba 100 proyectiles para el cañón y 2.400 cartuchos para la ametralladora coaxial MAC M31 de 7,5 mm - los proyectiles de 37 mm eran almacenados en el lado izquierdo del casco y los cartuchos de 7,5 mm en el lado derecho, dentro de 15 tambores con 150 cartuchos cada uno; el último tambor de la ametralladora ya iba insertado en esta. La torreta tenía una cúpula rotativa equipada con un visor PPL RX 180 P, pero no tenía una escotilla, aunque su parte superior podía levantarse un poco para una mejor ventilación. Además de la cúpula, tenía aparatos de visión protegidos, un periscopio binocular y diascopios, junto al cañón y a cada lado. El acceso a la torreta se hacía a través de una escotilla en su parte posterior. Cuando la escotilla estaba abierta, el comandante podía sentarse en ella para hacer una mejor observación, pero esto lo dejaba en una posición muy vulnerable y alejada del cañón principal. La alternativa era combatir con las escotillas cerradas, observando a través de las ranuras verticales del visor de la cúpula sin escotilla. A la caballería no le gustaba esta disposición de la torreta ni el cañón poco potente. El segundo problema fue parcialmente solucionado al agrandar la recámara, a fin de poder emplear proyectiles especiales con una mayor carga propulsora. Esto incrementó la velocidad de boca en unos 600 m/s y la perforación máxima de blindaje en unos 30 mm. Sin embargo, solamente una pequeña cantidad de los tanques de la caballería fueron modificados porque esto incrementaba el desgaste de la caña del cañón. En la primavera de 1940, los diascopios originales modelo Chrétien fueron gradualmente reemplazados por episcopios, ofreciendo así mayor protección.

## El Char léger modèle 1935 H modifié 39

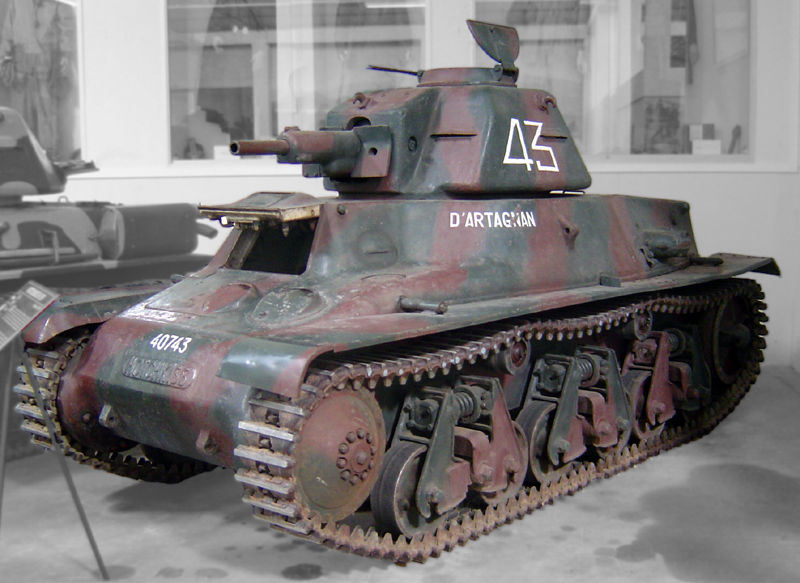
El H39 de Saumur. Este tanque fue modificado por los alemanes, quienes le instalaron una cúpula con escotilla sobre la torreta.

Como la caballería deseaba una mejor velocidad máxima, se decidió poner en práctica los resultados de experimentos llevados a cabo desde octubre de 1936 y se le instaló un motor más potente. En 1937 se produjo un nuevo prototipo, con un motor de 120 CV en lugar del de 78 CV. El casco fue alargado, a fin de que pueda instalarse en el nuevo cuarto de máquinas. Se mejoraron las orugas y las piezas del sistema de suspesión, incrementando su peso a 12,1 t. Este modelo mejorado era más veloz, con una velocidad máxima de 36,5 km/h, pero también más sencillo de conducir. Por lo tanto, fue presentado el 31 de enero de 1939 a la Commission d'Expérimentations de l'Infanterie para ver si se podía cambiar su decisión negativa inicial. La comisión aceptó este modelo, el Char léger modèle 1935 H modifié 39, decidiendo el 18 de febrero que sucedería al modelo original a partir del vehículo número 401 en adelante. Al igual que en 1937 y 1938, se hizo una orden de 200 tanques y se inició su producción, que después se incrementó a 900 tanques por órdenes adicionales. Su designación de fábrica era Char léger Hotchkiss modèle 38 série D, ya que su predecesor había sido parte de la série B. Esta designación produjo mucha confusión; oficialmente todavía era el mismo tanque que el H35, solo que en una variante posterior. Sin embargo, incluso en aquel entonces, empezó a ser mencionado como el 38 H o 39 H.
El nuevo subtipo se distinguía del original por tener un cuarto de máquinas con paredes más altas e inclinadas (en los vehículos de serie posteriores, las ranuras de ventilación horizontales del lado derecho fueron reemplazadas por una rejilla). Su autonomía se redujo a 120 km, tenía ruedas tensoras cerradas y el ancho de sus orugas era de 27 cm. Las ruedas de los bogies tenían llantas de metal, mientras que un silenciador iba hacia atrás y se instalaron ventiladores más grandes y fiables en el cuarto de máquinas.

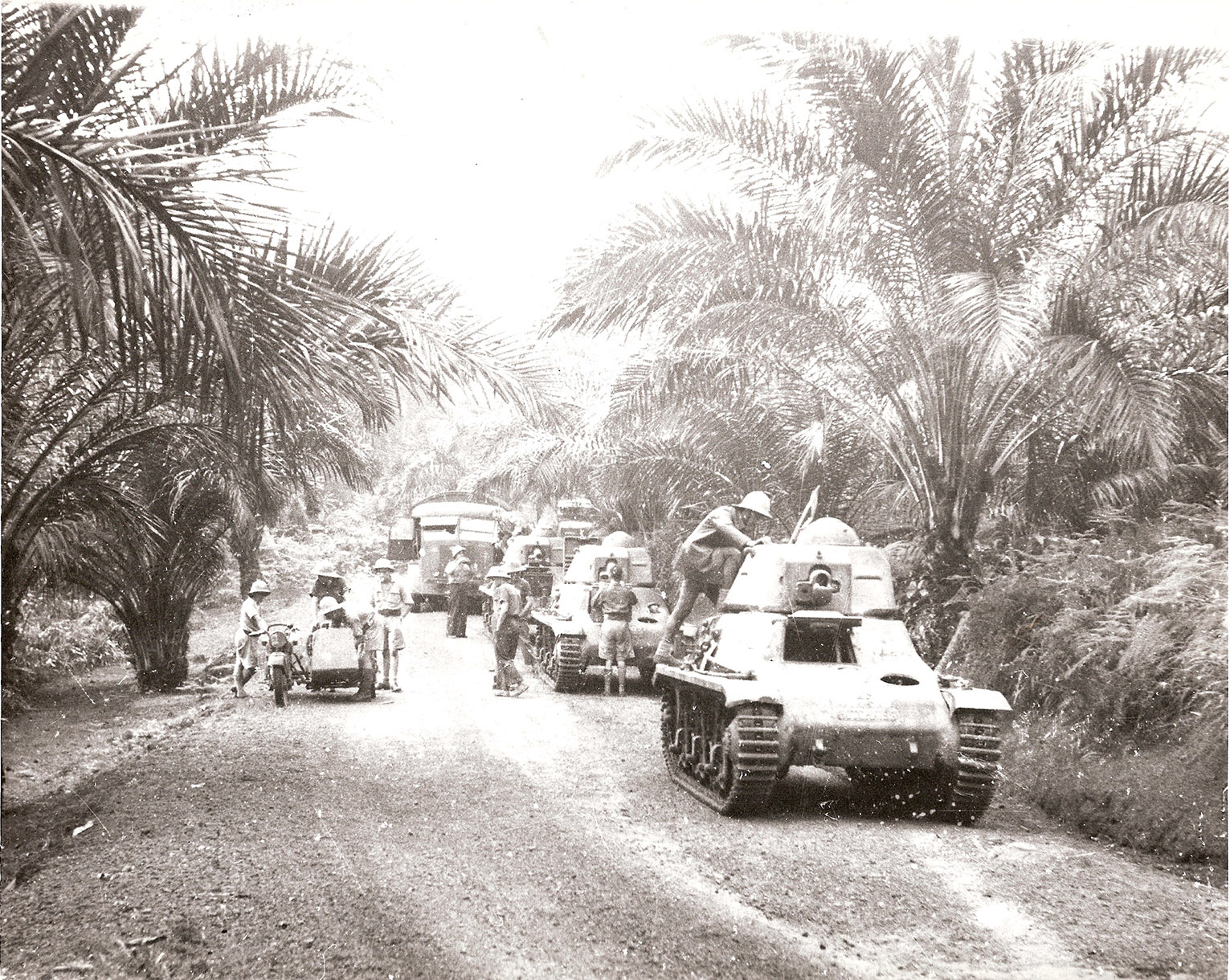
Tanques H39 de la Francia Libre durante la Batalla del Gabón.

En enero de 1940 se dio inicio a un programa de modernización. Este incluía, además de la instalación de episcopios, colas y algunos equipos de radio, la gradual introducción del cañón SA 38 37 mm con caña de 35 calibres de longitud y mejorada capacidad antitanque (perforaba 30 mm de blindaje a 1.000 m). Unos 350 tanques fueron rearmados con el nuevo cañón, entre estos unos 50 H35. En abril de 1940, el nuevo cañón pasó a ser estándar en las líneas de producción. Antes de dicha fecha, a partir de enero de 1940 los nuevos cañones disponibles fueron gradualmente instalados en los tanques de los comandantes de pelotones, compañías y batallones; casi la mitad de los vehículos de mando de las unidades equipadas con tanques Hotchkiss fueron modificados de esta forma. Se había planificado instalar el cañón de caña larga en todos los vehículos durante la segunda mitad de 1940. Después de la guerra, se asumió erróneamente durante un tiempo que H38 era la designación oficial del tanque con el nuevo motor pero sin el nuevo cañón, y que H39 era la designación del modelo que tenía ambas mejoras. Sin embargo, hoy en día H38 indica el mismo modelo que H39.
En paralelo al desarrollo de un R40, por un tiempo se consideró crear un H40 al adoptar la mejorada suspensión AMX del otro vehículo; pero esta opción fue finalmente descartada.            

## Historial de combate

### Francia
En la caballería, el principal usuario inicial, los tanques Hotchkiss reemplazaron a las tanquetas AMR 33 y AMR 35, que habían formado el grueso de las dos primeras divisiones blindadas de caballería. Como el nuevo tanque medio Somua S-35 era producido en cantidades bastante limitadas, hasta enero de 1939 los tanques Hotchkiss equipaban a tres de los cuatro regimientos de tanques.
En abril de 1940, la 342e Compagnie Autonome de Chars de Combat (CAAC; Compañía independiente de tanques, en francés) fue enviada a Noruega después de la invasión alemana de aquel país, inicialmente siendo destinada para formar parte de una fuerza expedicionaria para apoyar a Finlandia en la Guerra de Invierno. Esta compañía independiente, equipada con 15 H39 con cañón de caña corta, combatió en Narvik después de haber desembarcado el 7 de mayo. Después de la liberación temporal de la ciudad, los doce vehículos restantes se retiraron a Inglaterra el 8 de junio, donde se unieron a la Francia Libre y formaron la 1e Compagnie de Chars de Combat de la France Libre. En 1940 y 1941, esta compañía luchó contra las tropas de Vichy en la Batalla del Gabón y después en Siria.
Según las listas de pertrechos, cuando empezó la Segunda Guerra Mundial, se habían suministrado 640 tanques Hotchkiss. Los inventarios varían ligeramente: de los 300 H35 suminitrados a la caballería, 232 fueron desplegados por diez escuadrones de caballería, 44 estaban almacenados, 8 se encontraban en reparaciones y 16 estaban desplegados en el norte de África. De los 100 empleados por la infantería, 90 fueron desplegados por los dos batallones de tanques equipados con el modelo, 6 estaban almacenados y 2 eran empleados para entrenamiento. De los H39 existentes, 16 fueron empleados por la caballería en el norte de África y 6 estaban almacenados; 180 fueron desplegados por cuatro batallones de tanques de la infantería y 14 estaban almacenados. Se decidió concentrar la mayor parte de la capacidad productiva de tanques ligeros de los Aliados en la producción de un solo modelo, eligiéndose al tanque Hotchkiss debido a su movilidad para ser empleado en las muchas divisiones blindadas que la Entente planeaba crear para la decisiva ofensiva de verano de 1941. Para esto, las industrias pesadas del Reino Unido y Portugal tuvieron que ayudar a producir las secciones del casco. Se esperaba incrementar la producción a 300 tanques al mes en octubre de 1940, e incluso a 500 al mes desde marzo de 1941, donde Inglaterra entregaría las secciones de 75 tanques a cambio de un suministro mensual de 9 Char B1. Esto puede compararse con la producción planificada del R40: 120 al mes, reflejando la poca importancia del apoyo a la infantería.
Estos planes fueron alterados por la Batalla de Francia. En mayo de 1940, este tanque equipaba en la caballería dos regimientos de tanques (de 47) en cada una de las tres Divisiones Ligeras Mecanizadas y sirvió en el mismo papel de la tanqueta AMR en las Divisiones de Infantería Mecanizada 9ª y 25ª (16 vehículos en cada una), la 3ª División Ligera Mecanizada (22 H35 y 47 H39) y en tres de las cinco Divisiones de Caballería Ligera (16 vehículos en la 1re, 2e y 3e DLC). Además, 16 vehículos formaban parte del 1er RCA en Marruecos. En la infantería, equipó a los dos batallones independientes mencionados más arriba y a dos batallones de 45 en cada una de las tres Divisions Cuirassées, la tercera equipada con la variante H-39. La mayoría de los tanques Hotchkiss fueron concentrados así en grandes unidades motorizadas, en las divisiones blindadas que complementaban el núcleo de tanques pesados, aunque eran erróneamente distribuidos: el más lento H35 luchaba al lado del más veloz Somua S-35, mientras que el más veloz H39 luchaba junto al lento Char B1. La gran mayoría de estos tanques todavía estaban armados con el cañón de caña corta. Varias unidades ad hoc y reconstituidas fueron formadas con este tanque después de la invasión. Estas incluían la 4e DCR (40 tanques) y la 7e DLM (47). La mayoría de estas unidades posteriores fueron equipadas con los nuevos tanques con cañón de caña larga, pero la 7e DLM también desplegó 22 H35 viejos en sus 8e dragons-chars. El suministro de este tanque alcanzó las 122 unidades en mayo de 1940; una fotografía descubierta recientemente muestra un tanque Hotchkiss con el número de serie 41200, lo que indica que en junio se produjeron al menos 121 y se alcanzó un total de unos 1200 tanques, sin contar los prototipos.

### Alemania nazi

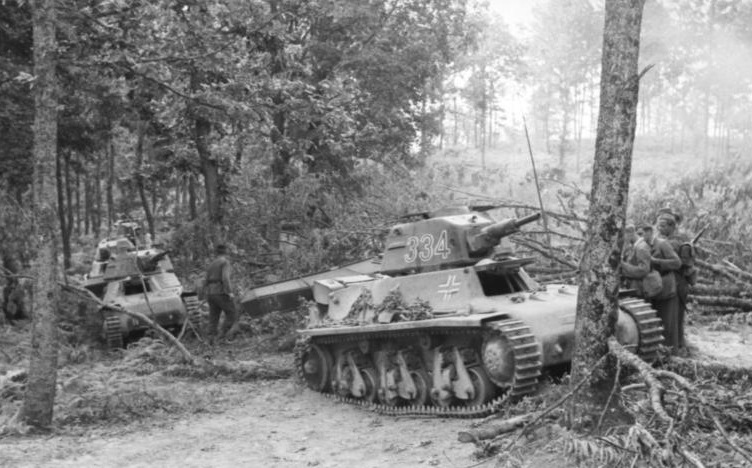
Dos Panzerkampfwagen 38H 735(f) empleados por los alemanes en Yugoslavia, 1941.

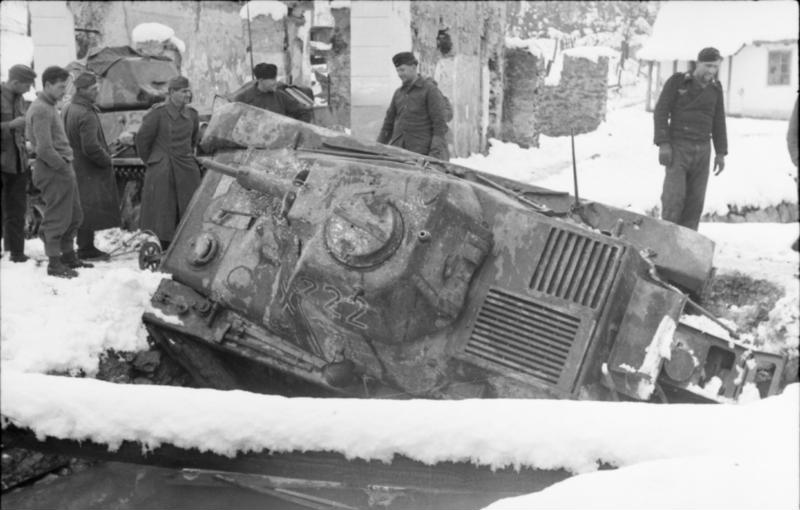
Un Panzerkampfwagen 38H 735(f) empleado por los alemanes en Yugoslavia, 1942.

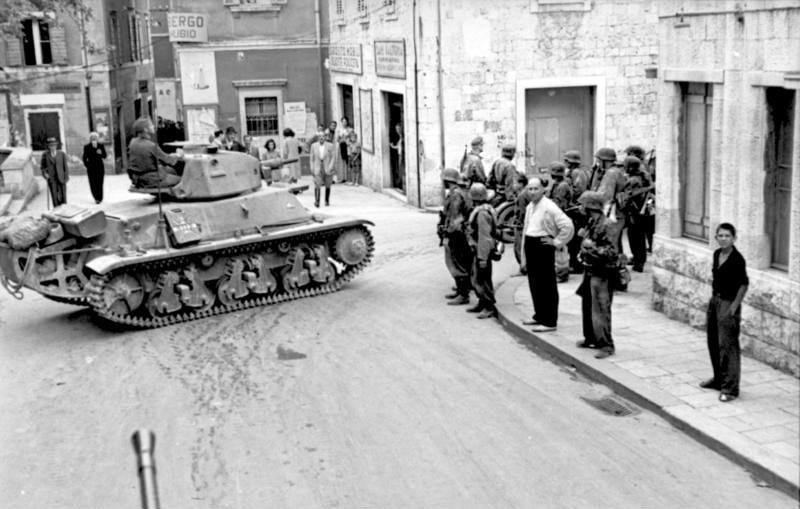
Un tanque Hotchkiss empleado por los alemanes en Split, 1943.

Los alemanes capturaron unos 550 tanques Hotchkiss durante y después de la Batalla de Francia. Estos recibieron las designaciones Panzerkampfwagen 35H 734(f) o Panzerkampfwagen 38H 735(f), siendo mayormente empleados para tareas de vigilancia y control. Al igual que los franceses, los alemanes no hicieron una distinción clara entre un H38 y un H39. A varios de estos les instalaron una cúpula con escotilla sobre la torreta.

#### Frente del Este
El Panzer-Abteilung 211 fue desplegado en Finlandia durante la Operación Barbarroja, equipado con tanques Hotchkiss. En 1944, tres de estos vehículos fueron transformados en cañones autopropulsados de 75 mm.
Se enviaron tanques adicionales a Finlandia como parte de los Panzerkampfwagenzüge (pelotones de tanques) independientes 217, 218 y 219, los cuales fueron incorporados al 20° Ejército de Montaña en febrero de 1942. Los pelotones eran iguales a los del Panzerabteilung 211, estando compuestos por un Somua S-35 y cuatro tanques Hotchkiss. Más tarde fueron disueltos, con los tanques siendo distribuidos para su uso como casamatas y las tripulaciones formaron dos baterías de Stug III G (741 y 742).

#### Balcanes
Los H35 y H39 capturados por los alemanes fueron empleados en Yugoslavia con la 7.SS-Freiwilligen-Gebirgs-Division "Prinz Eugen", la 12. Panzer-Kompanie z.b.V. y el I./Panzer-Regiment 202.

#### Frente Occidental

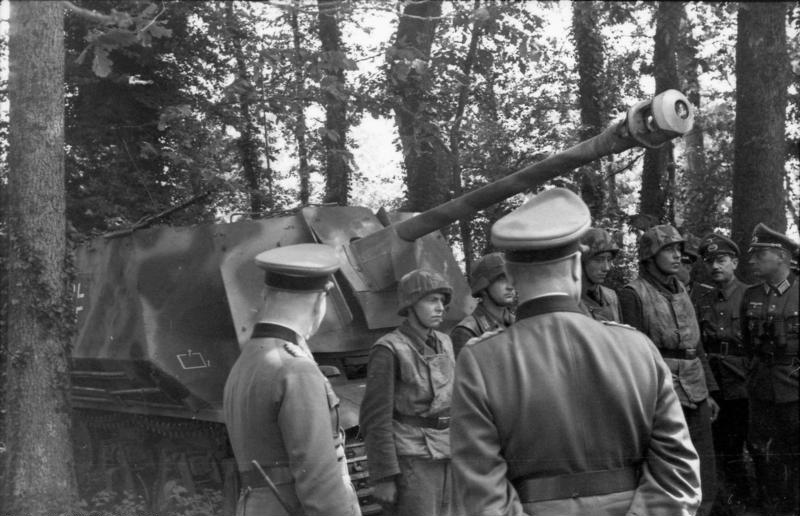
Rommel inspecciona un 7,5 cm PaK40(Sf) auf Geschützwagen 39H(f) de la 21. Panzerdivision, 1944.

En 1942 se inició un proyecto para transformar tanques franceses capturados en plataformas para diversos tipos de artillería pesada. El programa estaba dirigido por el Mayor Alfred Becker. Becker era un oficial de artillería, cuyo oficio era ingeniero mecánico y tenía experiencia previa en hacer tales conversiones con vehículos belgas y británicos capturados. Trabajando en sus talleres de París, transformó 24 tanques Hotchkiss en Marder I, el 7,5 cm PaK40(Sf) auf Geschützwagen 39H(f), así como 48 en obuses autopropulsados 10,5 cm leFH18(Sf) auf Geschützwagen 39H(f). Todos ellos serían empleados por las unidades estacionadas en Francia. También se modificaron vehículos para servir como transportes de munición, tractores de artillería (Artillerieschlepper 38H(f)) o lanzacohetes (Panzerkampfwagen 35H(f) mit 28/32 cm Wurfrahmen). Se creó un vehículo especial para observación de artillería, el Panzerbeobachtungswagen 38H (f). En junio de 1943, 361 tanques Hotchkiss figuraban en los inventarios del Ejército alemán como tanques armados con cañón de 37 mm; esta cifra se redujo a 60 en diciembre de 1944.
Además, los tanques empleados en Francia por varias unidades de entrenamiento y seguridad tomaron parte del combate en Normandía, tales como el Panzer Abteilung 206, el Panzer –Ersatz und Ausb. Abt. 100, y el 200. Beute-Sturmgeschütz-Abteilung.

### Otros países

#### Bulgaria
En 1943, a pesar de las objeciones, los alemanes suministraron 19 H39 a Bulgaria como vehículos de entrenamiento, cuando se comprobó que era imposible hallar 25 Panzer I sin modificaciones, que era el modelo que deseaban los búlgaros. Después de la guerra, estos vehículos fueron empleados por unidades policiales.[cita requerida]

#### Croacia
Los alemanes suministraron un pequeño lote de estos tanques al Estado Independiente de Croacia en 1942.

#### Francia de Vichy
En el norte de África, 27 tanques (13 H35 y 14 H39) oficialmente servían en el 1e Régiment de Chasseurs d'Afrique y se les permitió quedarse ahí según las condiciones del armisticio; otros cinco estaban ocultos en Marruecos. Estos lucharon contra los Aliados durante las etapas iniciales de la Operación Torch cerca de Casablanca en noviembre de 1942, destruyendo cuatro tanques ligeros M3 Stuart. El regimiento se pasó al bando Aliado y fue reequipado con tanques medios M4 Sherman en el verano de 1943.    

#### Hungría
En octubre de 1942, el Real Ejército Húngaro recibió 15 Hotchkiss H39, los cuales formaron el grueso de la 101.ª Compañía Independiente de Tanques, que fue empleada en operaciones de contrainsurgencia. La unidad operó en Ucrania, Bielorrusia y Polonia, siendo finalmente disuelta después de perder el 30% de sus tanques en combate y haber tenido que destruir el resto por la falta de combustible y piezas de repuesto. La unidad regresó a Hungría desde Varsovia entre setiembre y octubre de 1944.

#### Polonia
Francia exportó tres Hotchkiss H39 a Polonia en julio de 1939, para ser probados por la Oficina de Estudios Técnicos de Armas Blindadas (Biuro Badań Technicznych Broni Pancernych, en polaco). Durante la invasión alemana en 1939, los tanques Hotchkiss, junto a tres Renault R35, fueron incorporados en una "media compañía" ad hoc al mando del Teniente J. Jakubowicz que se formó el 14 de setiembre en Kiwerce. La unidad se enlazó con la fuerza de tarea "Dubno" y perdió todos sus tanques durante las marchas y los combates contra el Ejército alemán y el Ejército Rojo. 

#### Turquía
Francia exportó dos tanques a Turquía en febrero de 1940.

### Posguerra
Después de la guerra, algunos tanques Hotchkiss fueron empleados por las fuerzas policiales francesas en las colonias, como por ejemplo Indochina francesa, además de las fuerzas de ocupación en Alemania. Diez H39 fueron vendidos clandestinamente a Israel, siendo transportados desde Marsella hasta Haifa en 1948. Uno de estos quedó en servicio con las Fuerzas de Defensa de Israel hasta 1952.

## Ejemplares sobrevivientes
Un Hotchkiss H35 y nueve H39 han sobrevivido hasta hoy, con todos los H39 siendo modificados por los alemanes durante la Segunda Guerra Mundial.
El único Hotchkiss H35 sin modificar sobreviviente fue descubierto en diciembre de 2008 en la playa Sainte-Cecile de Camiers, Pas-de Calais, a 200 m de la costa. Es un chasis sin torreta, siendo probablemente un resto de la batalla de Dunkerque, que tuvo lugar entre mayo y junio de 1940. El tanque quedó a la vista a fines de 2008, gracias a la marea. El Museo de Blindados de Saumur planeó recuperar este tanque para exponerlo en su colección, pero su recuperación demostró ser muy difícil y costosa.
Un Hotchkiss H39 está expuesto en la plaza principal de Narvik, como un memorial de la batalla de Narvik de 1940. Otro tanque en Noruega forma parte de la colección del Panserparken en la base de Rena leir. En Inglaterra, la colección privada The Wheatcroft Collection ha comprado un ejemplar al Arquebus Krigshistoriske Museum noruego de Rogaland. En Francia, el Museo de Blindados de Saumur posee un H39 funcional; en el cuartel del 501/503e RCC en Mourmelon-le-Grand, un tanque Hotchkiss restaurado con la torreta de un Renault R35 equipada con un cañón simulado, sirve como monumento. Otro tanque está expuesto en Užice, Serbia. El Museo Nacional de Historia Militar de Sofía exhibe uno de los tanques empleados por la Policía búlgara. En Latrun, el Museo Yad la-Shiryon exhibe uno de los tanques empleados por las FDI. En Rusia, el Museo de tanques de Kubinka tiene un tanque Hotchkiss que fue capturado al 211. Panzerabteilung en el verano de 1944.

## Usuarios
- Francia
  -  Francia Libre
  -  Francia de Vichy
- Alemania nazi
- Bulgaria
- Croacia
- Hungría
- Israel
- Polonia

### Entidades no estatales
- Chetniks
- Partisanos